# Gábor Gyepes
Gábor Gyepes (* 26. Juni 1981 in Budapest) ist ein ungarischer Fußballspieler, der als Innenverteidiger spielt.

## Vereinskarriere
Gyepes erlernte das Fußballspielen ab dem Alter von acht Jahren bei dem einheimischen Klub Ferencváros Budapest und wurde auf nahezu allen möglichen Feldspielerpositionen eingesetzt. Der spätere Abwehrspieler kam dabei in seinem letzten Jahr in der Jugendmannschaft zumeist in der Offensive zum Zuge und erzielte in den letzten 16 Partien alleine 20 Tore. Im Jahr 1999 debütierte der auch im Tennis talentierte Gyepes in dem Profiteam des „FTC“ und ab der Saison 2000/01 etablierte er sich immer mehr in der Stammformation. Zwischen 2001 und 2004 gewann er zwei ungarische Meisterschaften, zwei nationale Pokaltrophäen und einmal den ungarischen Supercup, wobei ihn in der Saison 2003/04 eine ernsthafte Knieverletzung zu einer einjährigen Pause zwang. Darüber hinaus sammelte er durch seine Teilnahme an der Qualifikation zur Champions League erste Erfahrungen im europäischen Vereinsfußball und nach der dortigen Niederlage gegen Sparta Prag duellierte er sich noch im UEFA-Pokal mit dem FC Millwall und in der Gruppenphase mit Feyenoord Rotterdam, dem FC Schalke 04, dem FC Basel und Heart of Midlothian.
Im Juli 2005 bestritt Gyepes ein einwöchiges Probetraining beim englischen Zweitligisten Wolverhampton Wanderers und schloss sich dem Klub zunächst für sechs Monate aus Leihbasis an. Beim 5:1-Sieg gegen Chester City feierte er am 23. August 2005 im Ligapokal seinen Einstand und da er fortan in der Innenverteidigung mit Joleon Lescott ein gutes Duo bildete, nahm ihn Trainer Glenn Hoddle im Dezember 2005 für 400.000 Pfund für 2½ Jahre endgültig unter Vertrag. Der Deal selbst wurde zu Jahresbeginn 2007 noch einmal zu einem öffentlichen Thema, da der nationale Fußballverband FA Gyepes' Spielerberater Sam Stapleton angeklagt hatte, falsche Bankverbindungsangaben gemacht zu haben – Stapleton hatte sich dazu im Oktober 2006 bereits schuldig bekannt. In sportlicher Hinsicht musste Gyepes einen schweren Rückschlag hinnehmen, als ihm am 25. März 2006 bei der 1:3-Niederlage gegen Sheffield Wednesday das Kreuzband riss. Er unterzog sich einer Operation und es bestand eine nicht unwahrscheinliche Aussicht darauf, dass er nie wieder Profifußball spielen würde. Mit Ausnahme eines Spiels für die Reservemannschaft im Februar 2007 pausierte er bis weit in das Jahr 2007 hinein und im April 2007 wurde der Vertrag mit den „Wolves“ aufgelöst – er setzte das Rehabilitierungsprogramm in seiner ungarischen Heimat fort.
Nach der Wiederherstellung der Fitness kehrte Gyepes nach England zurück, wo er zunächst sein Glück bei den Queens Park Rangers versuchte, bei denen bereits sein Landsmann Ákos Buzsáky spielte, für den wiederum auch Gyepes' Spielervermittler arbeitete. Da ihm der Klub jedoch zunächst nur eine Perspektive über die Reservemannschaft anbot, unterzeichnete er stattdessen im Januar 2008 beim Drittligisten Northampton Town einen bis zum Ende der Saison 2007/08 laufenden Vertrag. Dort arbeitete er wieder mit Stuart Gray zusammen, den er noch als Assistenztrainer aus seiner Zeit in Wolverhampton kannte. Gyepes bestritt insgesamt 15 Ligaspiele für die „Cobblers“ und im April 2008 einigte er sich mit der Vereinsführung über eine Vertragsverlängerung bis zum Ende der Spielzeit 2008/09. Der Kontrakt enthielt eine Freigabeklausel für einen Wechsel, die nach Medienangaben bei einem Ablösebetrag in Höhe von etwa 200.000 Pfund aktiviert werden konnte.
Am 19. August 2008 wechselte er zu Cardiff City in die Football League Championship, wo er primär den kurz zuvor zu Celtic Glasgow abgewanderten Glenn Loovens ersetzen sollte. Er absolvierte sein erstes Spiel am 25. Oktober 2008 für den walisischen Hauptstadtklub gegen Nottingham Forest (1:0), als er für den Kapitän Darren Purse eingewechselt wurde. Nach einer schlechten Defensivleistung der Mannschaft in der Partie gegen Plymouth Argyle (1:2) entschied sich Trainer Dave Jones zu weitreichenden Änderungen, wonach auch das zuvor anvisierte „Stamm-Innenverteidigerpaar“ Darren Purse und Roger Johnson zur Disposition stand. Dadurch kam Gyepes auf Kosten von Purse beim 2:2 gegen den FC Reading zu seinem ersten Einsatz von Beginn an und Gyepes brachte es in der ersten Dezemberwoche 2008 bis in die „Mannschaft der Woche“. Nach 21 Partien in der Saison 2008/09 nahm ihn der Klub im April 2009 für drei weitere Jahre unter Vertrag.
Auch in den folgenden Jahren wurde er regelmäßig eingesetzt. Im Jahr 2010 sorgte er für Aufmerksamkeit, als er in einem Spiel gegen Leicester City gegen James Vaughan mit einem Tackle aus dem Rugby Union verteidigte. Nach Konflikten mit Vereinstrainer Malky Mackay kam er in der Spielzeit 2011/12 nur noch bei den englischen Pokalwettbewerben zum Einsatz, sodass er in der zweiten Saisonhälfte zum ungarischen Erstligisten Vasas Budapest wechselte. Dort kam er aber nur vier Mal zum Einsatz und noch im selben Jahr wechselte er zurück nach England zum Drittligisten FC Portsmouth. Dort gehörte er in der Saison 2012/134 zum Stammspieler. Trotzdem wechselte er anschließend wieder zurück in die Erste Liga Ungarns. Wie aber bereits bei Vasas Budapest kam er beim Videoton FC kaum zu Einsätzen. So verließ er den Verein 2013 bereits wieder und ging zum malaysischen Verein Sarawak FA, bei dem er in den folgenden zwei Jahren gar nicht eingesetzt wurde. Schließlich kehrte er doch wieder nach Ungarn zurück. Beim Zweitligisten Soroksár SC unterschrieb er einen langjährigen Vertrag und wurde auch als Stammspieler eingesetzt. 2018 stellte er sich noch für eine Saison in die Dienste vom direkten Konkurrenten III. Kerületi TUE, wo er ebenfalls regelmäßig eingesetzt wurde. 2019 wurde er schließlich vom Viertligisten Biatorbágyi SE eingestellt, für den er noch regelmäßig auf dem Platz steht. Hauptberuflich arbeitet er aber inzwischen als Gastronom, denn er betreibt in der Innenstadt von Budapest unweit des Puskás Aréna einen kleinen Gastronomiebetrieb.
Gyepes ist mit der früheren Eiskunstläuferin Diana Poth verheiratet und hat mit ihr zwei Kinder.

## Ungarische Nationalmannschaft
Gyepes bestritt am 12. Februar 2002 gegen Tschechien sein erstes Länderspiel für die ungarische A-Nationalmannschaft, war mit insgesamt 22 Partien bis November 2005 Stammspieler und absolvierte insgesamt neun Pflichtspieleinsätze in der EM- und WM-Qualifikation. Nach seiner schweren Knieverletzung bei den „Wolves“ fand er auch bei in der Nationalelf keine Berücksichtigung mehr. Im März 2009 nominierte ihn der neue Trainer Erwin Koeman anlässlich der stabilen Leistungen von Gyepes in Cardiff wieder für die anstehenden WM-Qualifikationsspiele gegen Albanien und Malta. Am 12. August 2009 stand er gegen Rumänien (0:1) erstmals wieder für Ungarn auf dem Spielfeld. Sein letztes Spiel für die ungarische Nationalmannschaft bestritt er nur zwei Monate später gegen Portugal. Zwar stand er noch bis 2010 unregelmäßig in Ungarns Kader, kam aber nicht mehr zu Einsätzen.

## Erfolge
- Ungarischer Meister: 2001, 2004
- Ungarischer Pokalsieger: 2003, 2004
- Ungarischer Supercup-Gewinner: 2004